# Bitwa

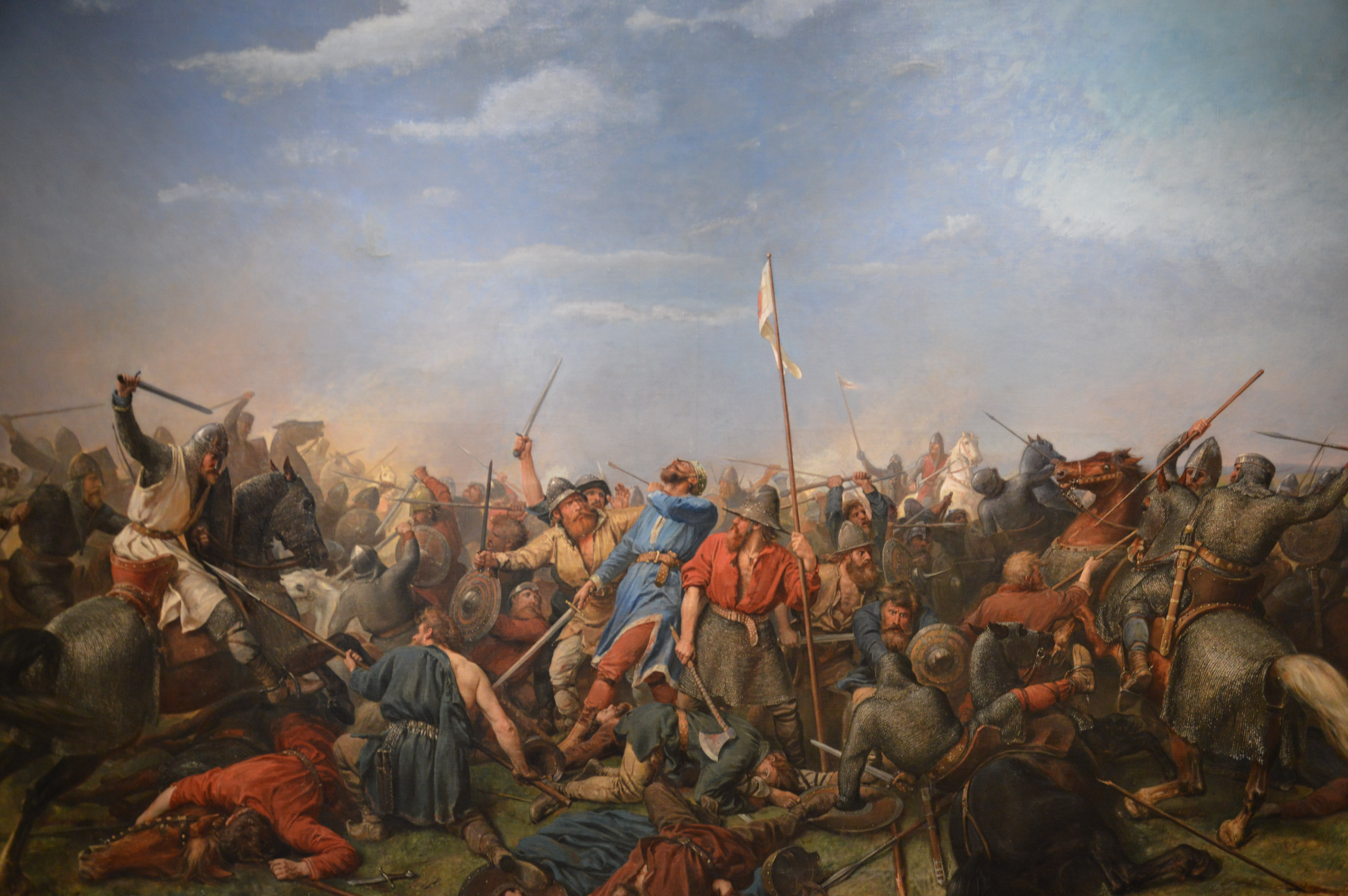
Bitwa lądowa pod Stamford Bridge (1066)

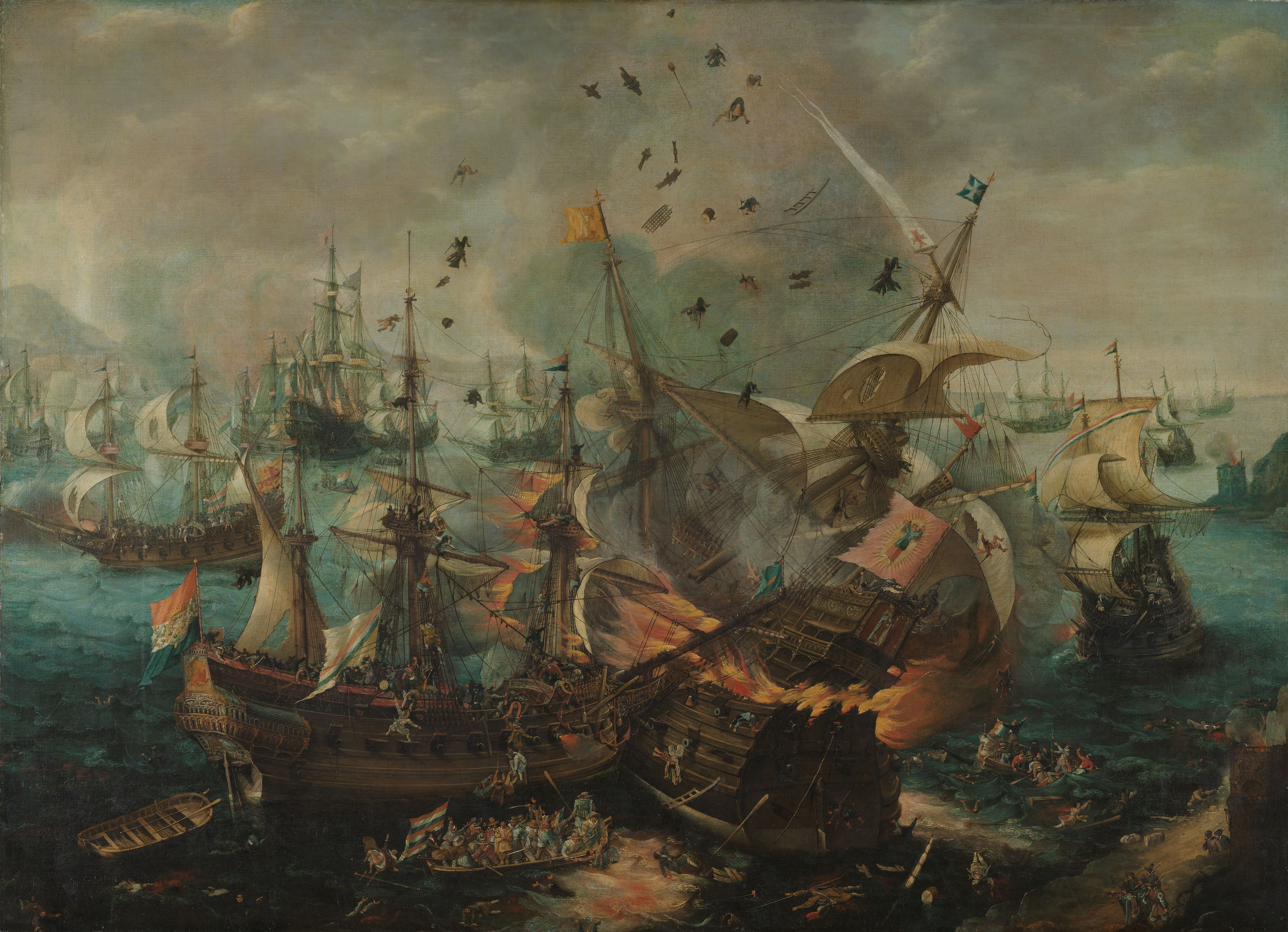
Bitwa morska pod Gibraltarem (1607)

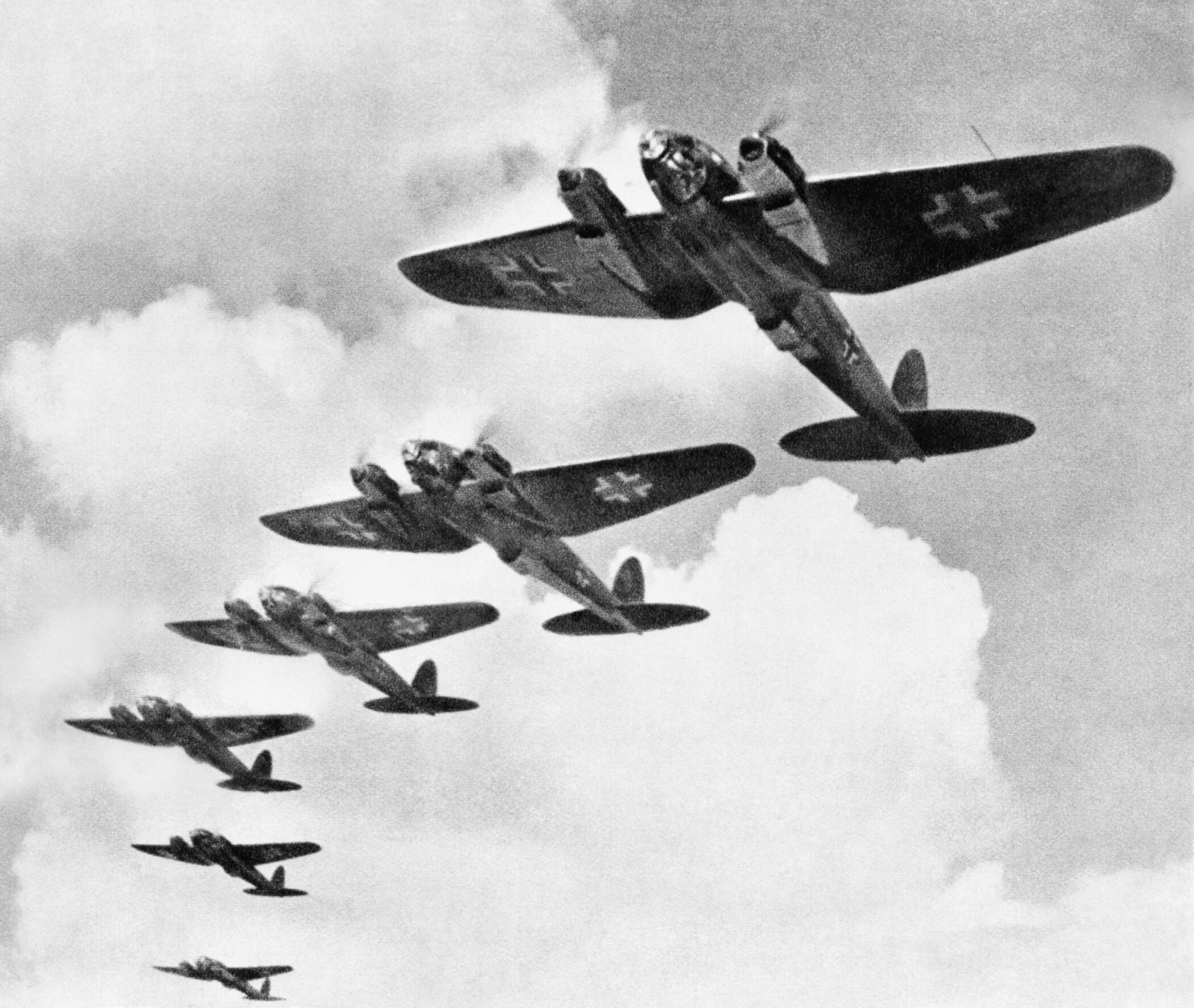
Bitwa lotnicza o Anglię (1940)

Bitwa – zbrojne starcie sił zbrojnych stron prowadzących wojnę, mające zwykle duży lub decydujący wpływ na przebieg lub wynik operacji, kampanii i wojny. We współczesnej terminologii wojskowej bitwa to kilka jednoczesnych lub kolejnych operacji prowadzonych siłami kilku współdziałających ze sobą frontów lub grup armii przy udziale lotnictwa i ewentualnie marynarki wojennej. Potocznie bitwą określa się każde większe starcie zbrojne.

## Historia
Pierwszym starciem, którego strony, miejsce, domniemane siły oraz przebieg znane są historykom ze źródeł pisanych jest bitwa pod Megiddo w 1469 roku p. Ch. Wojska dowodzone przez faraona Tutmosisa III wychodząc z górzystego terenu rozwinęły się w poprzek doliny i ruszając do ataku wywołały samym wrażeniem potęgi pospieszny odwrót koalicji przeciwników Egiptu, kierowanej przez Hyksosów. W starciu zginęło 83 przeciwników Egiptu, 340 dostało się do niewoli, a wodzowie koalicyjnych sił uciekli do ufortyfikowanej Megiddo.
Koncepcja dążenia do stoczenia rozstrzygającej bitwy wywodzi się z antycznej Grecji w okresie miast-państw. Dążenie do walki było zupełnie nowym stylem toczenia wojen i zdaniem Victora Hansona upowszechnione w europejskiej sztuce militarnej zapewniło zachodnim Europejczykom dominującą rolę w całym świecie. Ze względu na bardzo niewielką ilość ziemi nadającej się w Grecji pod uprawę greccy rolnicy, stanowiący trzon wojsk poszczególnych miast, nie mogli pozwolić sobie na ryzyko jej utraty w okresie poprzedzającym żniwa – szybkie odparcie nieprzyjaciela pozwalało zabezpieczyć bezpieczeństwo żywnościowe wspólnoty na kolejny rok. Konsekwencją była rezygnacja z typowych dla starożytnej wojskowości strategii długotrwałego ostrzału bronią miotającą i wstępnych manewrów celem zmęczenia nieprzyjaciela na rzecz krótkiego gwałtownego ataku wyposażonej w ustandaryzowane uzbrojenie ochronne i zaczepne piechoty. Po odprawieniu zwyczajowych rytuałów greccy wojownicy wznosili okrzyk wojenny i pod przewodnictwem wybranych dowódców ruszali w zorganizowanym szyku zdecydowanym atakiem, dążąc do jak najszybszego rozbicia szyku nieprzyjaciela i wyparcia go z pola bitwy.

## Rodzaje bitew
Bitwa graniczna – specyficzna forma bitwy obronnej. Jej szczególny charakter wynika z faktu, że jest ona prowadzona w strefie przygranicznej, a jej treścią jest walka o uchwycenie inicjatywy strategicznej lub operacyjnej. Jest to więc starcie zbrojne sił głównych przeciwstawnych stron, w których jedna, prowadząc operację zaczepną dąży do przekroczenia granicy innego państwa, druga zaś prowadzi operację obronną.
Bitwa obronna – podstawowa część operacji obronnej, prowadzona w celu odparcia zgrupowań uderzeniowych przeciwnika. Stanowi ją skupione w czasie i przestrzeni starcie sił głównych związków operacyjnych (związków taktycznych). Polega też na wykorzystywaniu fortyfikacji, umocnień, barykad w celu zapewnienia ochrony żołnierzy. W bitwie obronnej wykorzystuje się innego rodzaju uzbrojenie, niż w ataku.
Bitwa spotkaniowa – starcie głównych sił przeciwstawnych związków operacyjnych lub kilku związków taktycznych, które jednocześnie w sposób zaczepny dążą do osi celów położonych poza rubieżą ich starcia. W zależności od jej wyniku, przekształca się ona w bitwę zaczepną, bitwę obronną lub odwrót. Polega też na tym, że armie przeciwne spotykają się na danym miejscu i na dany sygnał ruszają do zmasowanego ataku.
Bitwa zaczepna – podstawowa część operacji zaczepnej. Stanowi ją skupione w czasie i przestrzeni uderzenie sił głównych związków operacyjnych (związków taktycznych) w celu rozbicia zasadniczych sił przeciwnika i opanowania zajmowanego przez nie obszaru. W bitwie zaczepnej wykorzystuje się szybko przemieszczające wojska. Ich celem jest zaskoczenie wroga i zajęcie terytorium do czasu wsparcia silniejszych i wolniejszych jednostek.